# Музика и математика
Теорија музике анализира висину, тајминг и структуру музике. Користи математику за проучавање елемената музике као што су темпо, прогресија акорда, форма и метар. Покушај да се структурирају и пренесу нови начини компоновања и слушања музике довео је до музичке примене теорије скупова, апстрактне алгебре и теорије бројева.
Иако теорија музике нема аксиоматску основу у модерној математици, основа музичког звука може се описати математички (користећи акустику) и показује „изузетан низ својстава бројева”.

## Историја
Иако се зна да су древни Кинези, Индијци, Египћани и Месопотамци проучавали математичке принципе звука, Питагорејци (посебно Филолај и Архита) из античке Грчке били су први истраживачи за које се зна да су истраживали изражавање музичких лествица у виду нумеричких односа, посебно односа малих целих бројева. Њихова централна доктрина била је да се „цела природа састоји од хармоније која произлази из бројева”.
Од времена Платона, хармонија се сматрала основном граном физике, данас познатом као музичка акустика. Рани индијски и кинески теоретичари показују сличне приступе: сви су настојали да покажу да су математички закони хармоника и ритама темељни не само за наше разумевање света, већ и за добробит човека. Конфучије је, попут Питагоре, мале бројеве 1, 2, 3 и 4 сматрао извором свог савршенства.

## Време, ритам и метар
Без граница ритмичке структуре – фундаменталног једнаког и правилног распореда пулса, понављања, такта, фразе и трајања – музика не би била могућа. Савремена музичка употреба термина као што су метар и такт такође одражава историјски значај музике, заједно са астрономијом, у развоју бројања, аритметике и тачног мерења времена и периодичности који су фундаментални за физику.
Елементи музичке форме често граде строге пропорције или хиперметријске структуре (степени бројева 2 и 3).

## Музичка форма
Музичка форма је план по којем се кратко музичко дело проширује. Термин „план” се такође користи у архитектури, са којом се музичка форма често пореди. Као и архитекта, композитор мора узети у обзир функцију за коју је дело намењено и расположива средства, практикујући економичност и користећи понављање и ред. Уобичајени типови форме познати као бинарна и тернарна („дводелна” и „троделна”) још једном показују важност малих целобројних вредности за разумљивост и привлачност музике.

## Фреквенција и хармонија
Музичка лествица је дискретан скуп висина који се користи у стварању или описивању музике. Најважнија лествица у западној традицији је дијатонска лествица, али су многе друге коришћене и предложене у различитим историјским епохама и деловима света. Свака висина одговара одређеној фреквенцији, израженој у херцима (Hz), понекад називаним циклусима у секунди (c.p.s.). Лествица има интервал понављања, обично октаву. Октава било које висине односи се на фреквенцију тачно двоструко већу од дате висине.
Наредне супероктаве су висине које се налазе на фреквенцијама четири, осам, шеснаест пута, и тако даље, од основне фреквенције. Висине на фреквенцијама од половине, четвртине, осмине и тако даље од основне називају се субоктаве. У музичкој хармонији не постоји случај где се, ако се дата висина сматра складном, њене октаве сматрају другачије. Стога ће свака нота и њене октаве генерално бити слично именоване у музичким системима (нпр. све ће се звати до или A или Са, у зависности од случаја).
Када се изрази као фреквенцијски опсег, једна октава A2–A3 простире се од 110 Hz до 220 Hz (опсег=110 Hz). Следећа октава ће се простирати од 220 Hz до 440 Hz (опсег=220 Hz). Трећа октава се простире од 440 Hz до 880 Hz (опсег=440 Hz) и тако даље. Свака наредна октава обухвата двоструко већи фреквенцијски опсег од претходне октаве.
Пошто нас често занимају односи или размере између висина (познате као интервали), а не прецизне висине саме по себи приликом описивања лествице, уобичајено је да се све висине лествице означавају у смислу њиховог односа према одређеној висини, којој се даје вредност један (често се пише 1/1), генерално ноти која функционише као тоника лествице. За поређење величине интервала често се користе центи.
| Уобичајени термин   | Пример имена | Hz  | Умножак основне фреквенције | Однос унутар октаве       | Центи унутар октаве |
| ------------------- | ------------ | --- | --------------------------- | ------------------------- | ------------------- |
| Основна фреквенција | A2           | 110 | {\displaystyle 1x}          | {\displaystyle 1/1=1x}    | 0                   |
| Октава              | A3           | 220 | {\displaystyle 2x}          | {\displaystyle 2/1=2x}    | 1200                |
| Октава              | A3           | 220 | {\displaystyle 2x}          | {\displaystyle 2/2=1x}    | 0                   |
| Чиста квинта        | E4           | 330 | {\displaystyle 3x}          | {\displaystyle 3/2=1.5x}  | 702                 |
| Октава              | A4           | 440 | {\displaystyle 4x}          | {\displaystyle 4/2=2x}    | 1200                |
| Октава              | A4           | 440 | {\displaystyle 4x}          | {\displaystyle 4/4=1x}    | 0                   |
| Велика терца        | C♯5          | 550 | {\displaystyle 5x}          | {\displaystyle 5/4=1.25x} | 386                 |
| Чиста квинта        | E5           | 660 | {\displaystyle 6x}          | {\displaystyle 6/4=1.5x}  | 702                 |
| Хармонска септима   | G5           | 770 | {\displaystyle 7x}          | {\displaystyle 7/4=1.75x} | 969                 |
| Октава              | A5           | 880 | {\displaystyle 8x}          | {\displaystyle 8/4=2x}    | 1200                |
| Октава              | A5           | 880 | {\displaystyle 8x}          | {\displaystyle 8/8=1x}    | 0                   |

## Системи штимовања
Постоје две главне породице система штимовања: једнака темперација и чисти штим. Лествице једнаке темперације се граде дељењем октаве на интервале који су једнаки на логаритамској скали, што резултира савршено равномерно подељеним лествицама, али са односима фреквенција који су ирационални бројеви. Чисте лествице се граде множењем фреквенција рационалним бројевима, што резултира једноставним односима између фреквенција, али са поделама лествице које су неравномерне.
Једна велика разлика између штимовања једнаке темперације и чистих штимовања су разлике у акустичком избијању када се две ноте свирају заједно, што утиче на субјективно искуство консонанце и дисонанце. Оба ова система, и велика већина музике уопште, имају лествице које се понављају на интервалу сваке октаве, која је дефинисана као однос фреквенција 2:1. Другим речима, сваки пут када се фреквенција удвостручи, дата лествица се понавља.
Испод се налазе Ogg Vorbis датотеке које демонстрирају разлику између чисте интонације и једнаке темперације. Можда ћете морати да преслушате узорке неколико пута пре него што уочите разлику.
- Два синусна таласа свирана узастопно – овај узорак има полустепен на 550 Hz (C♯ у лествици чисте интонације), праћен полустепеном на 554,37 Hz (C♯ у лествици једнаке темперације).
- Исте две ноте, постављене уз педал A440 – овај узорак се састоји од „дијаде”. Доња нота је константно А (440 Hz у обе лествице), горња нота је C♯ у једнако темперованој лествици током прве секунде, и C♯ у лествици чисте интонације током последње секунде. Разлике у фази олакшавају уочавање прелаза него у претходном узорку.

### Чисти штимови
Штимовање са 5-лимитом, најчешћи облик чисте интонације, је систем штимовања који користи тонове који су регуларни бројеви хармоника једне основне фреквенције. Ово је била једна од лествица коју је Јохан Кеплер представио у свом делу Harmonices Mundi (1619) у вези са кретањем планета. Исту лествицу је у транспонованом облику дао шкотски математичар и музички теоретичар, Александер Малколм, 1721. године у свом 'Трактату о музици: спекулативној, практичној и историјској', и теоретичар Хосе Вуершмит у 20. веку. Један облик се користи у музици северне Индије.
Амерички композитор Тери Рајли такође је користио инвертовани облик у свом делу „Харфа новог Албиона”. Чиста интонација даје супериорне резултате када има мало или нимало прогресије акорда: гласови и други инструменти гравитирају ка чистој интонацији кад год је то могуће. Међутим, она даје два различита интервала целог тона (9:8 и 10:9) јер фиксно наштимован инструмент, као што је клавир, не може да мења тоналитет. Да би се израчунала фреквенција ноте у лествици датој у односима, однос фреквенција се множи са фреквенцијом тонике. На пример, са тоником A4 (А изнад средњег C), фреквенција је 440 Hz, а чисто наштимована квинта изнад ње (E5) је једноставно 440×(3:2) = 660 Hz.
| Полустепен | Однос | Интервал            | Природни | Полустепен |
| ---------- | ----- | ------------------- | -------- | ---------- |
| 0          | 1:1   | унисоно             | 480      | 0          |
| 1          | 16:15 | полустепен          | 512      | 16:15      |
| 2          | 9:8   | велика секунда      | 540      | 135:128    |
| 3          | 6:5   | мала терца          | 576      | 16:15      |
| 4          | 5:4   | велика терца        | 600      | 25:24      |
| 5          | 4:3   | чиста кварта        | 640      | 16:15      |
| 6          | 45:32 | дијатонски тритонус | 675      | 135:128    |
| 7          | 3:2   | чиста квинта        | 720      | 16:15      |
| 8          | 8:5   | мала секста         | 768      | 16:15      |
| 9          | 5:3   | велика секста       | 800      | 25:24      |
| 10         | 9:5   | мала септима        | 864      | 27:25      |
| 11         | 15:8  | велика септима      | 900      | 25:24      |
| 12         | 2:1   | октава              | 960      | 16:15      |

Питагорејски штим је штимовање засновано само на савршеним консонанцама, (савршеној) октави, чистој квинти и чистој кварти. Тако се велика терца не сматра терцом, већ дитоном, дословно „два тона”, и износи (9:8)2 = 81:64, а не независна и хармонична чиста 5:4 = 80:64. Цео тон је секундарни интервал, изведен из две чисте квинте минус октава, (3:2)2/2 = 9:8.
Чиста велика терца, 5:4, и мала терца, 6:5, су за синтоничку кому, 81:80, удаљене од својих питагорејских еквивалената 81:64 и 32:27, респективно. Према Карлу Dahlhaus 1990, стр. 187, „зависна терца одговара питагорејском, а независна терца хармонијском штимовању интервала.”
Западна музика уобичајене праксе обично се не може свирати у чистој интонацији, већ захтева систематски темперовану лествицу. Темперација може укључивати или неправилности добро темперованог штима или бити конструисана као регуларна темперација, било неки облик једнаке темперације или неки други регуларни mean-tone штим, али у свим случајевима ће укључивати основне карактеристике mean-tone штима. На пример, основни тон акорда ii, ако се штимује квинту изнад доминанте, био би велики цели тон (9:8) изнад тонике. Међутим, ако се штимује чисту малу терцу (6:5) испод чисте субдоминанте од 4:3, интервал од тонике био би једнак малом целом тону (10:9). Mean-tone темперација смањује разлику између 9:8 и 10:9. Њихов однос, (9:8)/(10:9) = 81:80, третира се као унисоно. Интервал 81:80, назван синтоничка кома или Дидимова кома, кључна је кома mean-tone темперације.

### Системи једнаке темперације
У једнакој темперацији, октава је подељена на једнаке делове на логаритамској скали. Иако је могуће конструисати лествицу једнаке темперације са било којим бројем нота (на пример, 24-тонски арапски тонски систем), најчешћи број је 12, што чини једнако темперовану хроматску лествицу. У западној музици, подела на дванаест интервала се обично подразумева, осим ако није другачије наведено.
За хроматску лествицу, октава је подељена на дванаест једнаких делова, сваки полустепен је интервал дванаести корен из два, тако да дванаест ових једнаких полустепена чине тачно једну октаву. Код инструмената са праговима веома је корисно користити једнаку темперацију како би се прагови равномерно поравнали преко жица. У европској музичкој традицији, једнака темперација се користила за музику за лауту и гитару много раније него за друге инструменте, као што су музичке клавијатуре. Због ове историјске силе, дванаестотонска једнака темперација је сада доминантан интонацијски систем у западном и већем делу не-западног света.
Једнако темпероване лествице су коришћене и инструменти су грађени користећи различите друге бројеве једнаких интервала. 19-тонска једнака темперација, коју је први предложио и користио Гијом Костеле у 16. веку, користи 19 једнако распоређених тонова, нудећи боље велике терце и знатно боље мале терце од нормалне 12-полустепене једнаке темперације, по цену нешто ниже квинте. Укупни ефекат је већа консонанца. Двадесетчетворотонска једнака темперација, са двадесет четири једнако распоређена тона, широко је распрострањена у педагогији и нотацији арапске музике. Међутим, у теорији и пракси, интонација арапске музике одговара рационалним односима, за разлику од ирационалних односа једнако темперованих система.
Иако је било какав аналог једнако темперованој четвртини тона потпуно одсутан из арапских интонацијских система, аналози три четвртине тона, или неутрална секунда, често се јављају. Ове неутралне секунде, међутим, благо варирају у својим односима у зависности од макама, као и од географије. Заиста, историчар арапске музике Хабиб Хасан Тума је написао да је „ширина одступања овог музичког корака кључни састојак посебног укуса арапске музике. Темперовати лествицу дељењем октаве на двадесет четири четвртине тона једнаке величине значило би предати се једном од најкарактеристичнијих елемената ове музичке културе.”
53-тонска једнака темперација произлази из приближне једнакости 53 чисте квинте са 31 октавом, а приметили су је Ђинг Фанг и Николас Меркатор.

## Везе са математиком

### Теорија скупова
Музичка теорија скупова користи језик математичке теорије скупова на елементаран начин да организује музичке објекте и опише њихове односе. Да би се анализирала структура једног дела (типично атоналне) музике коришћењем музичке теорије скупова, обично се почиње са скупом тонова, који могу формирати мотиве или акорде. Применом једноставних операција као што су транспозиција и инверзија, могу се открити дубоке структуре у музици. Операције као што су транспозиција и инверзија називају се изометријама јер чувају интервале између тонова у скупу.

### Апстрактна алгебра
Проширујући методе музичке теорије скупова, неки теоретичари су користили апстрактну алгебру за анализу музике. На пример, класе висина у једнако темперованој октави формирају Абелову групу са 12 елемената. Могуће је описати чисти штим у терминима слободне Абелове групе.
Трансформациона теорија је грана музичке теорије коју је развио Дејвид Левин. Теорија омогућава велику општост јер наглашава трансформације између музичких објеката, а не саме музичке објекте.
Теоретичари су такође предложили музичке примене софистициранијих алгебарских концепата. Теорија регуларних темперација је опсежно развијена са широким спектром софистициране математике, на пример, повезивањем сваке регуларне темперације са рационалном тачком на Грасманијану.
Хроматска лествица има слободно и транзитивно дејство цикличне групе {\displaystyle \mathbb {Z} /12\mathbb {Z} }, при чему се дејство дефинише путем транспозиције нота. Дакле, хроматска лествица се може посматрати као торзор за групу.

### Бројеви и низови
Неки композитори су у свој рад укључили златни пресек и Фибоначијеве бројеве.

### Теорија категорија
Математичар и музиколог Гверино Мацола користио је теорију категорија (теорија топоса) као основу за теорију музике, што укључује коришћење топологије као основе за теорију ритма и мотива, и диференцијалне геометрије као основе за теорију фразирања, темпа и интонације.

## Музичари који су такође били истакнути математичари
- Алберт Ајнштајн – Талентовани пијаниста и виолиниста.
- Арт Гарфанкел (Сајмон и Гарфанкел) – Магистар математичког образовања, Универзитет Колумбија.
- Брајан Кокс – Професор физике честица на Факултету за физику и астрономију на Универзитету у Манчестеру.
- Брајан Меј (Квин) – Диплома (BSc (Hons)) из математике и физике, PhD из астрофизике, обоје са Империјал колеџа у Лондону.
- Брајан Вект (Нинџа секс парти) – PhD из физике честица, Универзитет Калифорније у Сан Дијегу.
- Ден Снејт – PhD из математике, Империјал колеџ у Лондону.
- Дилија Дарбишир – BA из математике и музике са Кембриџа.
- Доналд Кнут – Кнут је оргуљаш и композитор. Године 2016. завршио је музичко дело за оргуље под називом „Fantasia Apocalyptica”. Премијерно је изведено у Шведској 10. јануара 2018.
- Итан Порт (Савиџ рипаблик) – PhD из математике, Универзитет Јужне Калифорније.
- Грег Тарнер (Енгри самоанс) – PhD из математике, Claremont Graduate University.
- Џером Хајнс – Пет чланака објављених у Mathematics Magazine 1951–1956.
- Џони Бакленд (Колдплеј) – Студирао астрономију и математику на Универзитетском колеџу у Лондону.
- Кит Армстронг – Диплома из музике и магистарска диплома (MSc) из математике.
- Манџул Баргава – Свира таблу, освојио Филдсову медаљу 2014. године.
- Фил Алвин (Д бластерс) – Математика, Универзитет Калифорније у Лос Анђелесу.
- Филип Глас – Студирао математику и филозофију на Универзитету у Чикагу.
- Роберт Шнајдер (Д еплс ин стерео) – PhD из математике, Универзитет Емори.
- Том Лерер – Диплома (BA) из математике на Универзитету Харвард.
- Вилијам Хершел – Астроном, свирао обоу, виолину, чембало и оргуље. Компоновао је 24 симфоније и много концерата, као и нешто црквене музике.